# طانيوس عبده
طانيوس أفندي عبده (1869م-1926م) أديب وصحفي وروائي ومترجم لبناني، من رعيل مثقفي التنوير الأوائل، أنشأ في الإسكندرية صحيفة فصل الخطاب، وأصدر سلسلة الروايات القصصية فظهر منها أربعون عددا، وأصدر جريدة الشرق اليومية ومجلة الراوي الأسبوعية، وله مجموعة كبيرة من الروايات المؤلفة والمترجمة.

## حياته
وُلد طانيوس بن متري عبده في « بيروت» عام 1869م، والتحق بالمدرسة الأرثوذكسية فأتقن عدة لغات، منها: العربية والإنجليزية والفرنسية. وكعادة أبناء الشام في هذا العصر هاجر إلى « مصر»، وكانت مسرحًا لكثير من رواد النهضة والتنوير والفكر وكبار الكُتَّاب، فتتلمذ على يد الأديب والكاتب الكبير « نجيب الحداد».
عمل «طانيوس عبده» في الصحافة فأصدر جريدة « فصل الخطاب» والتي توقفت بعد فترة، وكان له دور بارز في تجديد الخطاب الصحفي وتطويعه بما يلائم عصره. وكذلك اشترك في تحرير جريدة « الأهرام»، وعمل محررًا بجريدة « البصير»، ثم أصدر مجلة «الراوي» المتخصصة في كتابة القصة والرواية عام 1907م. كما مارس طانيوس مهنة التمثيل والتحق بأحد الفرق بالإسكندرية، واشتغل كذلك بالتلحين والموسيقى.
تميز «طانيوس عبده» بسرعة الترجمة حتى اتهمه أقرانه بعدم مراعاة الجودة في إخراج العمل، ولا سيما الترجمة عن الفرنسية، وهو صاحب أسلوب سهل يتناسب وطبيعة عصره؛ حتى إنه كان يضيف ويحذف من النص الأصلي ليتناسب وروح المتلقي، فيحشو الترجمة بالأمثال والأبيات الشعرية العربية.
له عدة روايات مترجمة عن الفرنسية، منها: « البؤساء» و« عشاق فينيسيا» و« مروضة الأسود» و« جاسوسة الكردينال» و« روكامبول»، وهي سبعة عشر جزءًا، و«أسرار القيصرة» و«حيٌّ في ضريح» و«شارب الدماء» و«الطبيب الروسيُّ» و«الساحر العظيم» و«باردليان»، وهي ثلاثة أجزاء، و«الأميرة فوستا» و«كابيتان» و«الملكة إيزابو». وله ديوان وحيد طُبع الجزء الأول منه وصدر عام 1925م، ولا يزال الجزء الثاني مخطوطًا.
لمَّا أُعلن الدستور العثماني عاد طانيوس إلى بيروت، ومكث بها إلى أن انتهت الحرب العالمية الأولى، ثم رجع إلى مصر، فلما ألم به المرض سافر إلى بيروت للاستشفاء فمات فيها عام 1926م.

## ترجمة أعمال شكسبير
قام طانيوس عبده بترجمه المآسى الأربع الشهيرة (هاملت، وعطيل، والملك لير، وماكبث). وهو أحد الذين ألفوا نهايات مغايرة للنهايات التي وضعها شكسبير لمسرحياته. وقد اتهمه كثير من النقاد بعدم الامانة في الترجمة لهذا التغير.

## ترجمة عن الأدب الفرنسي
طانيوس عبده من كبار مترجمي الروايات عن الفرنسية، وقد أصدر لهذا الغرض مجلة «الراوي» سنة 1907، ومن رواياته المترجمة «البؤساء» و«عشّاق فينيسيا» و«مروّضة الأسود» و«جاسوسة الكردينال» و«روكامبول» و«الساحر العظيم» و«أسرار القيصرة» و«حيّ في ضريح» و«شارب الدماء» و«الطبيب الروسي» و«باردليا» و«الأميرة فوستا»، و«كابيتان» و«الملكة إيزابو» و«فلمبرج» و«فارس الملك»، و«المتنكرة الحسناء» وسواها، وقد لقيت ترجمته إقبالاً من القراء، فطبعت غير مرّة وقامت على نشرها المطبعة العصرية بالفجالة في حوالي سنة 1925، ويقول المترجم في مقدمة «باردليان ـ أربعة أجزاء»: «أذكر أني حين بدأت أن أنشر في مجلتي سنة 1907 رواية بارداليان كنت أنشر قسماً منه كلّ نصف شهر، فكان كثيرون من المشتركين لا يطيقون الصبر إلى موعد العدد القادم فيكتبون إليّ يسألونني عن مصير أبطال هذه الرواية حين يكونون في خطر، حتى إنّ غير واحد منهم كانوا يسألونني بالتلفون من مصر».

## أعماله الشعرية
لطانيوس عبده ديوان شعري وحيد اخرجه عام 1925 م. جاء فيه قصيدة انا والانثى
اتت الحبيبة في ليلة
وبعد اللتيا والتي
دخلت إلى خدرها باكيا
فما شفع الدمع في جراتي
ولكنها رضيت بالجدال
وقد عرفت في الهوى قيمتي
فقالت ان كنت لاترعوي
سالقي بنفسي إلى اللجة
وما أنت بعد إذا صانع
فقلت اغوص إلى درتي
فقالت ساطلع بين النجوم
فكيف تنال إذا نجمتي
فقلت ساغدو ضبابا كثيفا
فليست تراك سوى مقلتي
يبرقع وجهك مثل النقاب
ويظفر بالشم والقبلة
فقالت اذاكان هذا فاني
اموت وارتاح من عيشتي
فقلت ولا الموت يقصيك عني
فاني احال إلى تربة
تضم ضلوعي جسم الحبيب
وابلغ بالوصل امنيتي
فلما رات ان لا مهربا
وان التشبث من شيمتي
واني في حبها صادق
وان بكائي من لوعتي
رنت لدموعي والوت علي
تكفكف قبلاتها عبرتي.